# Alfredo Bisignani
Alfredo Bisignani (Messina, 5 dicembre 1929 – Roma, 2 giugno 2009) è stato un politico, sindacalista e giornalista italiano.

## Biografia
Figlio di Raffaele Bisignani, sindacalista e antifascista tra i fondatori del PCd'I a Messina, fin da giovanissimo militò nelle file del PCI. Fu dirigente e poi segretario regionale della FGCI in Sicilia dal 1956 fino al 1958. Dal 1954 fu direttore responsabile de "Il Riscatto", periodico della sinistra messinese edito dalle federazioni comunista e socialista e dalla Camera del Lavoro di Messina.
Negli anni '60 fu molto attivo in campo sindacale nella CGIL, dirigendo la Camera del Lavoro di Messina e occupandosi di alcune vertenze storiche come la municipalizzazione dei servizi pubblici in città. Dal 1962 al 1972 ricoprì anche il ruolo di consigliere provinciale.
Eletto alla Camera dei deputati nelle file del PCI nel 1972 fu riconfermato anche dopo le elezioni del 1976. Fu tra i principali promotori della legge Basaglia per la riforma del trattamento psichiatrico e la chiusura dei cosiddetti manicomi.
Dopo la conclusione della sua esperienza parlamentare continuò a occuparsi di sanità nella sua Messina come componente, in quota PCI, del comitato di gestione della Unità sanitaria locale n. 41 Messina Nord.
In seguito alla svolta della Bolognina, fu tra i promotori di Rifondazione Comunista a Messina. Dal 1998 fu fra i fondatori del Partito dei Comunisti Italiani.